# 霍赫音乐学院

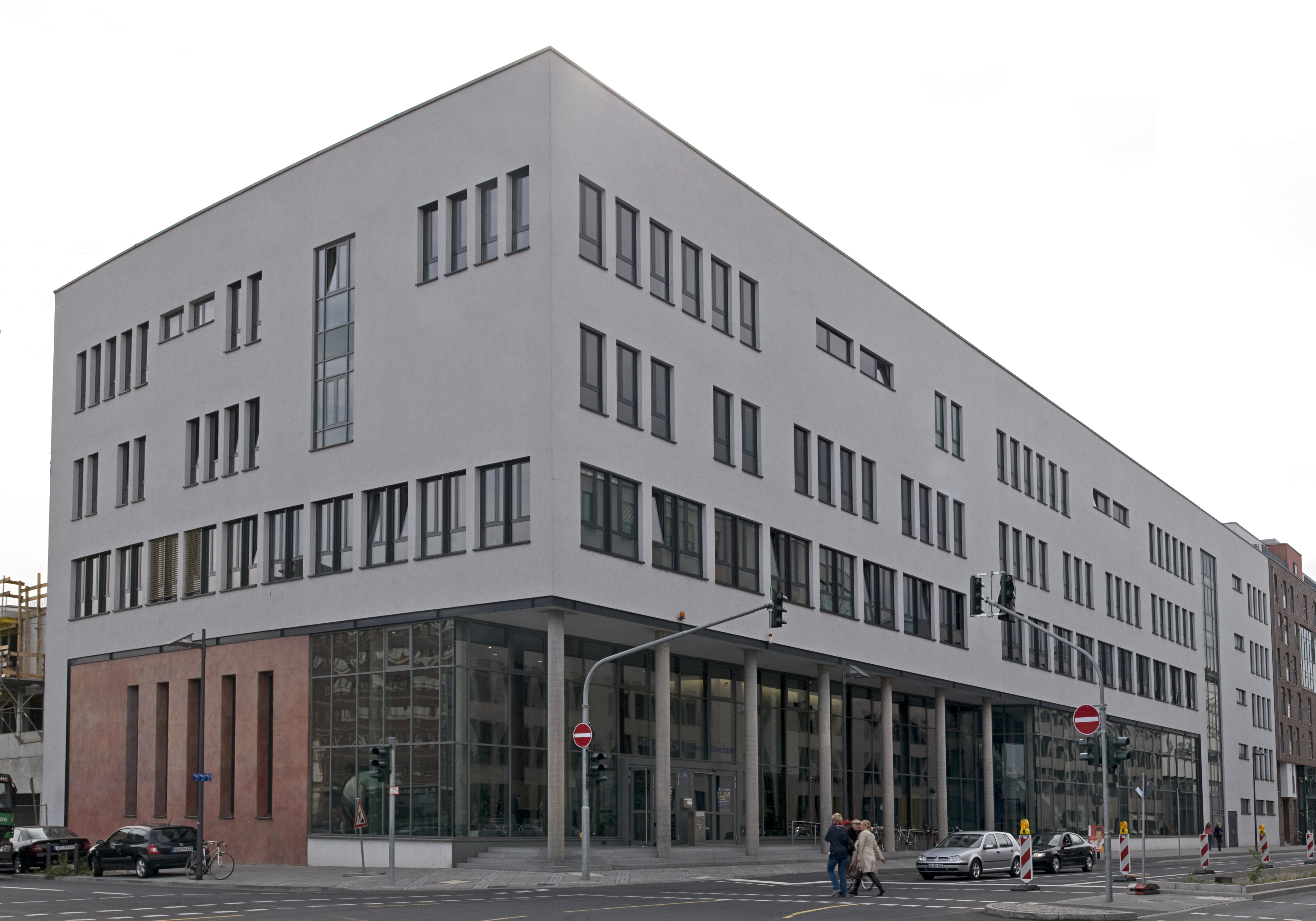
学校主楼

霍赫音乐学院（德語：Dr. Hoch’s Konservatorium）1878年创建于德国美因河畔法兰克福，以赞助了一百万黄金马克的法兰克福人约瑟夫·霍赫命名。首任校长约阿希姆·拉夫的杰出工作奠定了音乐学院的成功基础，19世纪晚期以克拉拉·舒曼为代表的一批优秀教师为学校取得了国际声誉。
德意志联邦银行发行的100德国马克纸币上，背面印制了该校的主楼（二战中炸毁），正面是克拉拉·舒曼的肖像。

## 知名讲师
- 约阿希姆·拉夫
- 克拉拉·舒曼
- 恩格尔贝特·洪佩尔丁克
- 赫尔穆特·瓦尔哈

## 知名学生
- 爱德华·麦克道威尔
- 汉斯·普菲茨纳
- 西里尔·斯科特
- 珀西·格兰杰
- 欧内斯特·布洛赫
- 奥托·克伦佩勒
- 保罗·欣德米特
- 恩斯特·托赫